# Bujanka średnia
Bujanka średnia (Bombylius medius) – gatunek muchówki z rodziny bujankowatych i podrodziny Bombyliinae. Zamieszkuje krainę palearktyczną od Półwyspu Iberyjskiego po Syberię i Azję Środkową.

## Taksonomia
Gatunek ten opisany został po raz pierwszy w 1758 roku przez Karola Linneusza na łamach dziesiątego wydania Systema Naturae. Jako miejsce typowe autor wskazał Europę.

## Morfologia

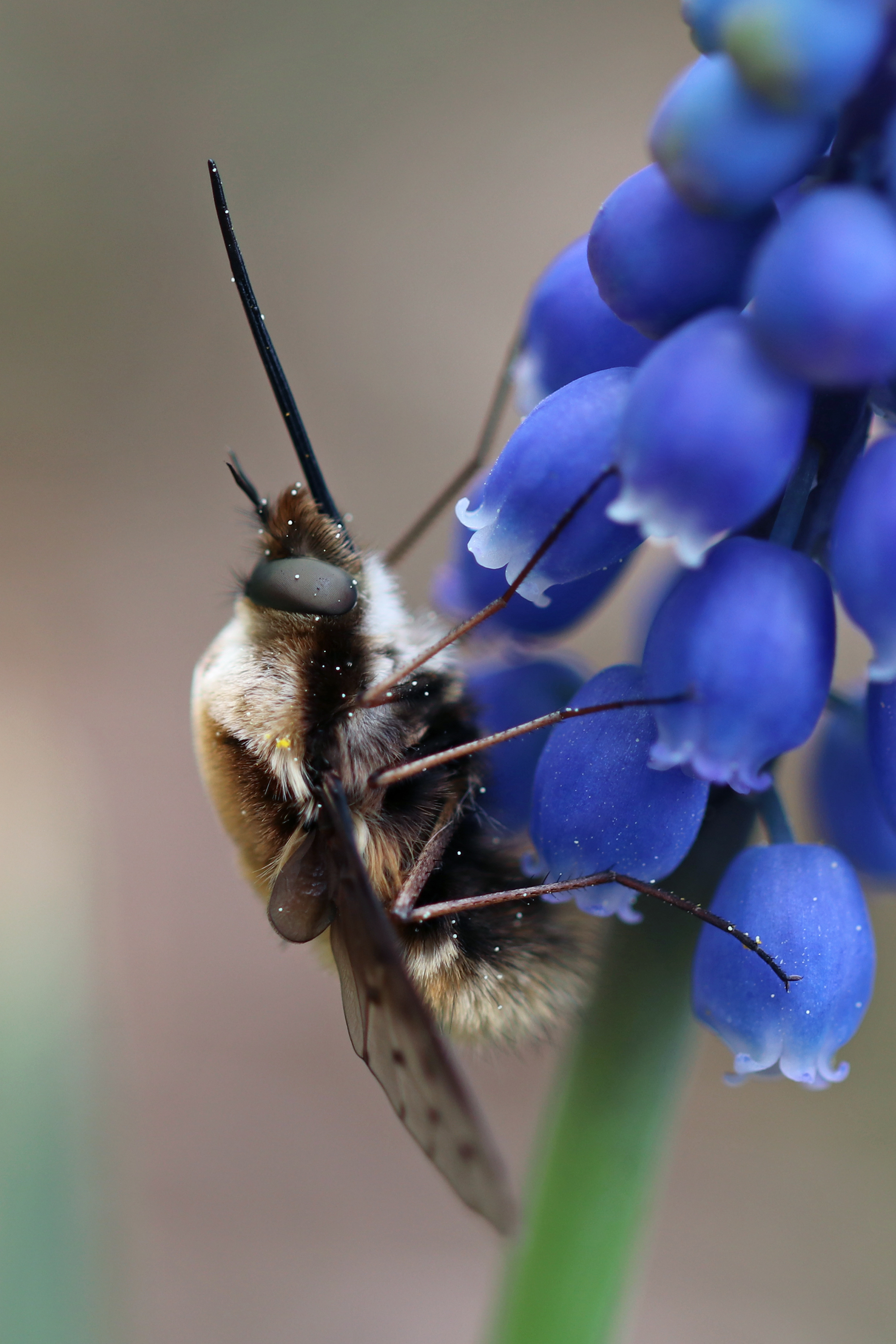
Imago na kwiecie, widok z boku

Muchówka ta osiąga od 9,5 do 14 mm długości ciała o zwartej budowie. W całości porośnięta jest puszystym i długim owłosieniem. Głowa jest dość mała, znacznie węższa od tułowia, w widoku bocznym mniej więcej trójkątna, matowoczarna z szarożółtym nalotem, na potylicy i większej części twarzy owłosiona żółto, na bokach twarzy owłosiona czarno. Szczecinki zaoczne na potylicy samca są czarne. Oczy złożone u samic są szeroko rozstawione, u samców zaś stykają się ze sobą lub są silnie zbliżone. Czułki są wąsko rozstawione i mniej więcej tak długie jak głowa, ubarwione czarno, a ich trzeci człon jest wysklepiony po stronie grzbietowej i niemal dwukrotnie dłuższy niż dwa wcześniejsze razem wzięte. Aparat gębowy ma długi, smukły, sterczący ku przodowi ryjek i dość krótkie głaszczki.
Tułów jest krótki i szeroki, z owłosieniem brunatnym w kępce na przedzie śródplecza i w pasach od guzków barkowych do nasad skrzydeł, gdzie indziej zaś owłosiony jest głównie żółto, na tarczce czarno-żółto. Kolor przezmianek jest ciemnobrunatny. Skrzydła mają w części przedniej brunatną plamę o klinowatym zarysie, a ponadto liczne, drobne, izolowane, brunatne plamki na żyłkach poprzecznych i łączeniach żyłek, z których część styka się z plamą klinowatą. Odnóża są czerwonobrunatne z czarnymi nasadami ud.
Odwłok jest krótki i szeroki, szerszy od tułowia, jednorodnie i równomiernie żółto owłosiony, co odróżnia go od tego u bujanki plamoskrzydłej. 

## Ekologia i występowanie
Owad ciepłolubny. Osobniki dorosłe aktywne są od kwietnia do maja. Odwiedzają kwiaty celem żerowania na nektarze. Latają nisko, lotem zygzakowatym. Chętnie przysiadają na nasłonecznionej powierzchni gleby. Larwy są parazytoidami pszczół.
Gatunek palearktyczny. W Europie znany jest z Portugalii, Hiszpanii, Francji, Belgii, Holandii, Niemiec, Szwajcarii, Austrii, Włoch, Malty, Szwecji, Estonii, Łotwy, Litwy, Polski, Czech, Słowacji, Węgier, Białorusi, Ukrainy, Rumunii, Mołdawii, Bułgarii, Słowenii, Chorwacji, Bośni i Hercegowiny, Serbii, Albanii, Macedonii Północnej, Grecji oraz europejskiej części Rosji. W Afryce Północnej zamieszkuje Maroko, Algierię, Tunezję, Libię i Egipt. W Azji znany jest z zachodniej Syberii, Cypru, Turcji, Gruzji, Armenii, Azerbejdżanu, Syrii, Libanu, Izraela, Kazachstanu, Uzbekistanu, Turkmenistanu, Tadżykistanu, Kirgistanu, Iraku, Iranu i Afganistanu.